# Bubblegum dance
Bubblegum dance (nogle gange tyggegummidance eller tyggegummimusik) er en undergenre af eurodancemusik. Genren er karakteriseret ved søde tekste og glade lyde. Bubblegum dance er normalt mere poppet end andre eurodancegenre. Teksterne og stilen er ofte muntre og ikke beregnet til at blive taget alvorligt. Bubblegum dance minder om bubblegum pop idet begge ofte omhandler morsomme og barnlige emner.
Navnet "bubblegum dance" oprinder givetvis fra ligheden med 1950'ernes popmusik, særligt hvor kvindelige artister optrådte på fotografier med lyserøde ballontyggegummi og brede, farverige nederdele. Nogle efterfølgende popgenrer har også været fjollede muntre, som eksempelvis 1980'ernes pop. Omkvædet på bubblegum dance-numre bliver ofte sunget af kvinder i et højt toneleje. Mænd synger ofte rap-vokal der synges i dybere tonelejer. Bubblegum dance kan beskrives som munter, underholdende, fjollet og barnlig, hvilket kan antyde at det er rettet mod børn. Dette er dog ikke altid rigtigt, da mange kunstnere indenfor genren bruger seksuelle eller seksuelt antydende tekster, der er rettet mod et voksent publikum.
Mange bubblegum dance-kunstere og grupper har været rigt repræsenteret i serien af Dancemania-albums.

## Historie
Bubblegum dance stammer fra Skandinavien og særligt Danmark har en stor andel af bubblegum dance-grupper. I slutningen af 1990'erne og starten af 2000'erne bugnede markedet for bubblegum dance og der blev produceret meget musik indenfor genren. Det kan ses som en overgangsperiode mellem hårdere musikgenrer, der var populære i 1980'erne og 1990'erne og den glade teen pop der var populær i de tidlige 2000'ere.
Bubblegum dance musik har en stor fanbase i Japan, muligvis på grund af de populære dansespil Dance Dance Revolution (DDR), In The Groove (ITG) og Dancemania. Mange kunstnere som SMiLE.dk, Bambee, Ni-Ni Miss Papaya har opnået anerkendelse og berømmelse via disse spil. Derudover har anime en stor fanbase for bubblegum dance, og mange fans bruger netop denne genre til deres hjemmelavede anime music videoer.

## Tekst og stil
Traditionelt er bubblegum dance blevet beskrevet som munter, underholdende, fjollet og barnlig, hvorfor mange har konkluderet at det var rette mod børn. Mange kunstnere inkluderer dog seksuelle tekster eller referencer i deres sange. Mens nogle er meget indlysende, er andre mere subtile og bliver ofte overset.

## Undergenrer
Der er mange undergenrer, der hjælper med at specificere og kategorisere en særlig lyd eller stil. Disse blev inddelt på hjemmesiden "Bubblegum Dancer", og inkluderer traditionel bubblegum, contemporary bubblegum, bubblegum dance speed, bubblegum macho, bubbledeath, bubblegum satire, technobilly bubblegum og organic bubblegum.

## Kunstnere
- Aqua
- A Touch of Class
- Bambee
- Banaroo
- Befour
- Boomtang Boys
- Caracola
- Caramell
- Carlito
- Cartoons
- Ch!pz
- Cherona
- Cosmo4
- Creamy
- Crispy
- Daze
- Djumbo
- Dolly Style
- Fast Food Rockers
- Dr. Bombay
- Dr. MacDoo
- Hit'n'Hide
- Jamatami
- Jenny Rom
- Joga
- Lene Alexandra
- Little Trees
- Lolly
- Lucky Twice
- Lynda Thomas
- Me & My
- Miss Papaya
- Passion Fruit
- Scooch
- Shine
- SMiLE.dk (tidligere Smile)
- Smiles & More
- Steps
- The Fireman
- Tiggy
- Toy-Box
- Vengaboys
- Whigfield
- Yummie
- Yoomiii